# Толмачёв, Афанасий Емельянович
Афана́сий Емелья́нович Толмачёв (1795—1871) — генерал от инфантерии, сенатор.

## Биография
Образование получил во 2-м кадетском корпусе, из которого выпущен в 1810 году подпоручиком во 2-й кадетский корпус батальонов дворян; 8 октября того же года был принят в лейб-гвардии Егерский полк.
Принимал участие в Отечественной войне 1812 года и последующих в 1813—1814 годах Заграничных походах. Находился в сражениях при Смоленске, Бородино (здесь он был контужен и ранен), Тарутино, Малоярославце, Люцене, Кульме и завершил своё участие в Наполеоновских войнах штурмом Парижа в 1814 году. Здесь он заслужил ордена св. Анны 3-й степени (за Бородино) и св. Владимира 4-й степени с мечами и бантом, а также золотую шпагу с надписью «За храбрость» (за сражение под Красным) и орден св. Анны 2-й степени с алмазными знаками. Кроме того за Кульм он получил особый прусский Железный крест и за Париж — орден Pour le Mérite.
В 1818 году Толмачёв был произведён в полковники и 5 января 1823 года назначен командиром 4-го карабинерного полка.
А. Е. Толмачёв был произведён в генерал-майоры 6 декабря 1826 года, с назначением состоять при начальнике 2-й гренадерской дивизии, а в следующем году получил в командование 1-ю бригаду сводной дивизии 5-го пехотного корпуса. С 1829 года командовал 3-й бригадой 13-й пехотной дивизии.
В 1831 году Томачёв, состоя в отряде генерала Розена, участвовал в подавлении восстания в Польше.
С 1833 года Толмачёв командовал 2-й бригадой этой же дивизии, переформированной в 10-ю пехотную, но уже в том же году был перемещён на аналогичную должность в 12-ю пехотную дивизию. С 1836 года состоял при Отдельном корпусе Внутренней стражи, а с 14 февраля 1839 года командовал 22-й пехотной дивизией в Оренбурге, причём 30 августа того же года был произведён в генерал-лейтенанты.
В 1839—1840 годах Толмачёв принял участие в Зимнем походе в Хиву, причём на обратном пути командовал всем экспедиционным отрядом. В сражении с хивинцами при Чушка-куле он командовал войсками. За время отсутствия Оренбургского генерал-губернатора В. А. Перовского Толмачёв неоднократно исполнял его обязанности. В 1848 году был переведён в Санкт-Петербург в распоряжение военного министра.
28 июля 1852 года Толмачёв был назначен сенатором, присутствовал в 5-м, 7-м и 8-м департаментах, причём в двух последних был первоприсутствующим; с 26 августа 1856 года — действительный тайный советник. В дальнейшем, 30 апреля 1860 года он был назначен директором Измайловской Николаевской военной богадельни и переименован в генералы от инфантерии. С 1864 года был членом Комитета о раненых.
Умер 29 апреля (11 мая) 1871 года в Москве, похоронен на Новодевичьем кладбище.

## Награды
Среди прочих наград Толмачёв имел ордена:
- Орден Святой Анны 3-й (после реорганизации орденов 4-й) степени (1812 год)
- Золотая шпага с надписью «За храбрость» (3 июня 1813 года)
- Орден Святой Анны 2-й степени с алмазным знаками (1813 год)
- Кульмский крест (1813 год)
- Орден Pour le Mérite (1814 год)
- Орден Святого Владимира 4-й степени с бантом (1813 год)
- Орден Святого Владимира 3-й степени (1826 год)
- Знак отличия за военное достоинство (Virtuti Militari) 2-й степени (1831 год[2])
- Орден Святого Георгия 4-й степени (за беспорочную выслугу 25 лет в офицерских чинах, 25 декабря 1833 года, № 4765 по кавалерскому списку Григоровича — Степанова)
- Орден Святого Станислава 1-й степени (17 марта 1835 года)
- Орден Святой Анны 1-й степени (18 апреля 1837 года, императорская корона к этому ордену пожалована 10 апреля 1842 году)[3]
- Орден Святого Владимира 2-й степени (22 августа 1844 года)
- Орден Белого орла (25 апреля 1848 года)
- Орден Святого Александра Невского (1 января 1856 года, алмазные знаки к этому ордену пожалованы 1 января 1865 года).
- Знак отличия беспорочной службы за XL лет (1856)

## Память
В честь генерал-лейтенанта в 1849 году был назван остров Толмачёва (ныне исчез) в Аральском море.